# Forrest Gump
Forrest Gump (bra: Forrest Gump - O Contador de Histórias; prt: Forrest Gump) é um filme norte-americano de 1994, dirigido por Robert Zemeckis, com roteiro de Eric Roth,  baseado no romance homônimo de Winston Groom. O filme traz Tom Hanks no papel-título, além de Robin Wright e Gary Sinise. A trama atravessa várias décadas na vida do personagem central, Forrest Gump, um homem simples do Alabama que, em suas andanças pelo país, acaba encontrando personalidades históricas, influenciando a cultura popular e testemunhando alguns dos eventos mais notórios da história dos Estados Unidos no final do século XX.
As filmagens principais ocorreram entre agosto e dezembro de 1993 com locações nos estados americanos da Geórgia, Carolina do Norte e Carolina do Sul. Efeitos visuais abrangentes foram usados para incorporar Hanks em imagens de arquivo para desenvolvimento de outras cenas. Sua trilha sonora traz canções que refletem os diferentes períodos vistos no filme.
Forrest Gump foi lançado nacionalmente nos Estados Unidos em 6 de julho de 1994 e recebeu críticas favoráveis pela direção de Zemeckis, pelas performances de Sinise e Hanks, pelos efeitos visuais, pela música e pelo roteiro. O filme foi um enorme sucesso de bilheteria; tornou-se o filme de maior bilheteria na América lançado naquele ano e arrecadou mais de US$ 677  milhões em todo o mundo durante sua exibição teatral, tornando-se o segundo filme de maior bilheteria de 1994, atrás apenas da animação O Rei Leão. A trilha sonora vendeu mais de doze milhões de cópias. Forrest Gump ganhou o Óscar de Melhor Filme, Melhor Diretor, Melhor Ator para Tom Hanks, Melhor Roteiro Adaptado, Melhores Efeitos Visuais e Melhor Edição; também recebeu diversas indicações para outros prêmios, incluindo Globo de Ouro, BAFTA e Screen Actors Guild Awards.
Diversas interpretações foram feitas do protagonista e do simbolismo político do filme. Em 2011, a Biblioteca do Congresso selecionou o filme para preservação no National Film Registry dos Estados Unidos como sendo "culturalmente, historicamente ou esteticamente significativo".

## Enredo
O filme se inicia em 1981, onde um homem chamado Forrest Gump senta-se em um banco de um ponto de ônibus na cidade de Savannah, Geórgia; ele passa a contar a história de sua vida para as pessoas que se sentam ao lado dele enquanto aguardam o ônibus.
Sua história começa em 1951, em Greenbow, Alabama, quando o ainda menino Forrest recebe aparelhos para as pernas para correção da curvatura de sua coluna, sendo incapaz de andar adequadamente. Ele mora sozinho com sua mãe, que administra uma pensão em sua casa que atrai muitos inquilinos, incluindo um jovem cantor chamado Elvis Presley, que toca violão para Forrest e incorpora os movimentos bruscos de dança de Forrest em suas apresentações. Em seu primeiro dia de escola, Forrest conhece uma garotinha chamada Jenny Curran e os dois se tornam melhores amigos.
Forrest é frequentemente intimidado por causa de sua deficiência física e pouca inteligência. Enquanto fugia de vários valentões, suas hastes metálicas se quebram de suas pernas, o que faz Forrest descobrir que ele é um corredor muito rápido. Esse talento acabou permitindo que ele recebesse uma bolsa de estudos para jogar no time de futebol americano na Universidade do Alabama em 1963, onde foi treinado por Bear Bryant; ele testemunha o governador do Alabama George Wallace permanecendo na porta da universidade para impedir a entrada de estudantes negros. Entre estes está Vivian Malone Jones, que deixa cair um livro no chão, o qual Forrest gentilmente recolhe para lho devolver. Forrest torna-se um grande jogador de futebol americano, sendo convidado, juntamente com o time da universidade, a conhecer pessoalmente o presidente John F. Kennedy na Casa Branca.
Depois de se formar na faculdade em 1967, Forrest se alista ao Exército dos Estados Unidos. Durante o treinamento básico, ele faz amizade com um recruta apelidado de "Bubba", que convence Forrest a entrar no seu negócio de camarões com ele após o serviço militar. Em 1968, eles são enviados para o Vietnã, servindo na Nona Divisão de Infantaria na região do Delta do Mecom. Após meses de operações de rotina, seu pelotão é emboscado durante a patrulha e Bubba é morto em combate; Forrest salva vários companheiros de pelotão feridos, incluindo seu tenente Dan Taylor, que perde ambas as pernas e é premiado com a Medalha de Honra por seu heroísmo pelo presidente Lyndon B. Johnson.
No comício antiguerra da Marcha no Pentágono, Forrest conhece um homem que "tinha uma bandeira americana como camisa" e se reúne brevemente com Jenny, que vive um estilo de vida hippie. Enquanto ainda está no exército, Forrest desenvolve talento para jogar tênis de mesa e se torna uma celebridade do esporte ao competir contra vários adversários chineses, ganhando uma entrevista ao lado de John Lennon no programa de TV The Dick Cavett Show. Mais tarde, ele passa as férias e o ano novo de 1972 na cidade de Nova York com o tenente Dan, que se tornou um deficiente amargurado por ter perdido suas pernas na Guerra do Vietnã. Forrest, com sua fama,  logo encontra o presidente Richard Nixon e é colocado como hóspede no Complexo Watergate, onde ele inadvertidamente testemunha e relata alguns homens com lanternas no prédio que atrapalham seu sono à noite. Posteriormente. Forrest acaba sendo dispensado do exército, voltando para a casa de sua mãe.

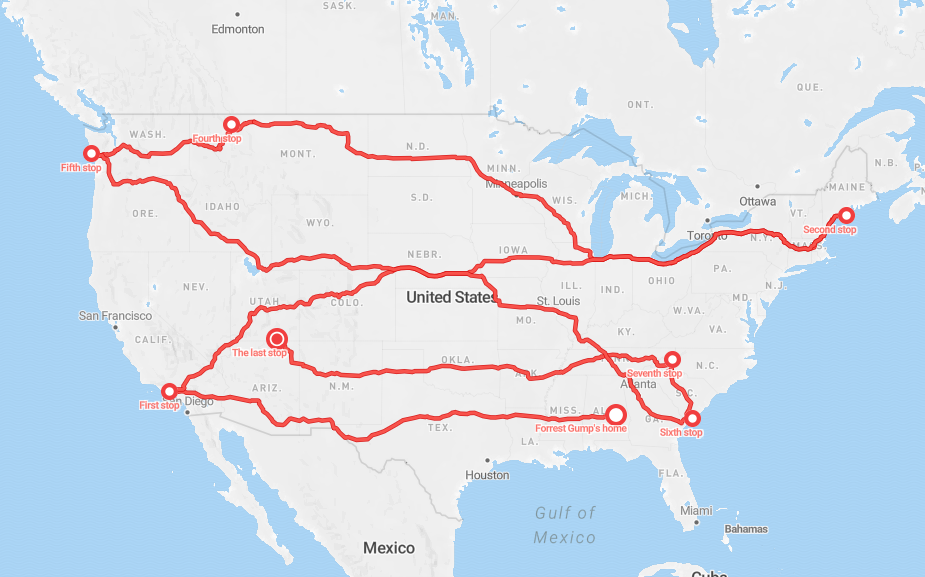
Caminhos percorridos a pé por Forrest Gump através dos Estados Unidos. (mapa interativo)

Voltando à Greenbow, Forrest endossa uma empresa que fabrica raquetes de pingue-pongue. Ele usa o dinheiro do lucro para comprar um barco de pesca de camarão em Bayou La Batre, cumprindo sua promessa a Bubba. O tenente Dan se junta a Forrest em 1974 e eles inicialmente têm pouco sucesso na pesca de camarões. Depois que seu barco se torna o único a sobreviver ao Furacão Carmen, eles finalmente conseguem capturar grandes quantidades de camarão e criam a Bubba Gump Shrimp Company, após a qual o tenente Dan finalmente agradece a Forrest por salvar sua vida. Dan faz um negócio no que Forrest pensa ser “algum tipo de empresa de frutas” e os dois se tornam milionários, mas Forrest decide dar metade de seus ganhos para a família de Bubba. Forrest então volta para casa para ver sua mãe antes dela falecer de câncer.
Em 1976, Jenny, em meio à recuperação de anos de drogas e abuso, retorna para visitar Forrest e depois de um tempo ele a pede em casamento. Naquela noite, ela diz a Forrest que o ama e os dois fazem amor, mas ela vai embora na manhã seguinte. Com o coração partido, Forrest sai correndo e passa os três anos seguintes em uma implacável maratona de cross-country, tornando-se famoso novamente. Ele finalmente decide que está cansado de correr (metaforicamente e fisicamente) e volta para casa em Greenbow.
De volta a 1981, ao terminar de contar sua história, Forrest revela que está esperando um ônibus porque recebeu uma carta de Jenny, que o pede para visitá-la. Quando Forrest finalmente se reencontra com Jenny, ela o apresenta a seu filho, chamado Forrest Gump Jr; Jenny diz a Forrest que está com um vírus desconhecido e os três decidem voltar para Greenbow para aproveitar os últimos momentos de Jenny. Eles finalmente se casam, mas ela morre um ano depois. O filme termina com Forrest se despedindo de seu filho que está indo para seu primeiro dia de aula.

## Elenco
- Tom Hanks como Forrest Gump, um homem de tenra idade que possui um Q.I. de 75, considerado abaixo da média. Ele tem um caráter cativante e mostra devoção a seus entes queridos e deveres, traços de caráter que o levam a muitas situações de mudança de vida. Ao longo de sua vida, ele conhece muitas figuras históricas e testemunha eventos marcantes. O irmão mais novo de Tom, Jim Hanks, é seu dublê nas cenas em que Forrest atravessa os Estados Unidos. A filha de Tom, Elizabeth Hanks, aparece no filme como a garota no ônibus escolar que se recusa a deixar o jovem Forrest (interpretado por Michael Conner Humphreys) sentar-se ao lado de dela. John Travolta havia sido a escolha original para interpretar o papel-título e posteriormente admitiu que recusar o convite foi um erro.[12][13] Bill Murray e Chevy Chase também foram considerados para o papel.[14] Sean Penn afirmou em uma entrevista ter sido a segunda escolha para o papel. Hanks revelou que aceitou interpretar Forrest após ler por uma hora e meia o roteiro do filme.[15] Ele inicialmente queria amenizar o notável sotaque sulista de Forrest, mas foi finalmente persuadido pelo diretor Robert Zemeckis a retratar o forte sotaque enfatizado no romance.[15] Winston Groom, que escreveu o romance original, descreve o filme como tendo retirado as "arestas" do personagem e imaginou Forrest sendo interpretado por John Goodman.[16]
  - Michael Conner Humphreys interpretou Forrest Gump quando criança; Hanks revelou em entrevistas que, em vez de Michael copiar seu sotaque, ele copiou o sotaque único de Michael para o sotaque do personagem mais velho.
- Robin Wright como Jenny Curran, a amiga de infância de Forrest por quem ele imediatamente se apaixona e nunca se esquece ao longo de sua vida. Vítima de abuso sexual infantil nas mãos de seu pai viúvo, Jenny embarca em um caminho diferente de Forrest, levando uma vida autodestrutiva e tornando-se parte do movimento hippie na Califórnia durante a década de 1960 e, posteriormente, passa a praticar abusadamente sexo e consome diversas drogas na década seguinte. Ela reingressa na vida de Forrest em vários momentos na idade adulta. Jenny acaba se tornando uma garçonete em Savannah, Geórgia, onde mora em um apartamento com o filho dela (e de Forrest), Forrest Jr. Eles acabam se casando, mas logo depois ela morre de complicações devido a um vírus sem nome (que se presume ser AIDS, de acordo com Eric Roth, autor do roteiro adaptado de Forrest Gump já que o autor do livro original conta ser hepatite C).[17][18]
  - Hanna R. Hall interpretou Jenny quando criança
- Gary Sinise como Tenente Dan Taylor, líder do pelotão de Forrest e Bubba Blue durante a Guerra do Vietnã, cujos ancestrais morreram em todas as guerras dos Estados Unidos e que consideram seu destino fazer o mesmo. Depois de perder suas pernas em uma emboscada e ser resgatado contra sua vontade por Forrest, ele é inicialmente amargurado e antagônico com Forrest por deixá-lo um "aleijado" e negar-lhe o destino de sua família, caindo em uma depressão profunda. Mais tarde, ele serve como primeiro imediato de Forrest na Bubba Gump Shrimp Company, dá a maioria das ordens, tornando-se rico com Forrest e recupera sua vontade de viver. No final das contas, ele perdoa e agradece a Forrest por salvar sua vida. No final do filme, ele está noivo e exibe "pernas mágicas" (que são, na verdade, próteses de titânio) que permitem que ele volte a andar. Joe Pesci foi considerado para o papel.
- Mykelti Williamson como Benjamin Buford "Bubba" Blue. Originalmente, Bubba deveria ser o sócio sênior da Bubba Gump Shrimp Company, mas devido a sua morte no Vietnã, o líder do pelotão, Dan Taylor, tomou seu lugar. A empresa postumamente levou seu nome. Mais tarde, Forrest deu à mãe de Bubba a parte dos lucros do negócio de camarão. Durante as filmagens, Williamson usou um acessório labial para criar o lábio protuberante de Bubba.[19] David Alan Grier, Ice Cube e Dave Chappelle receberam a oferta do papel, mas recusaram;[14][20] Chappelle chegou a acreditar que o filme não faria sucesso e posteriormente reconheceu que se arrependeu de não ter aceitado o papel.[14]
- Sally Field como a Sra. Gump, a mãe de Forrest. Field refletiu sobre a personagem: "Ela é uma mulher que ama seu filho incondicionalmente... Muitos de seus diálogos com Forrest soam como slogans e é exatamente isso que ela pretende deixar de legado para ele".[21]
- Haley Joel Osment como Forrest Gump, Jr. o filho de Forrest e Jenny. Osment foi escalado para o filme depois que o diretor de elenco o notou em um comercial da Pizza Hut. Foi seu primeiro papel no cinema.[22]
- Peter Dobson como Elvis Presley. Embora Kurt Russell não foi creditado, ele forneceu a voz para Elvis na cena a qual ele aparece.[23]
- Dick Cavett como ele mesmo. Cavett interpretou uma versão de si mesmo na década de 1970, com maquiagem aplicada para fazê-lo parecer mais jovem. Cavett é a única figura conhecida no filme a desempenhar um papel especial, em vez de ser representada pelo uso de imagens de arquivo como John Lennon ou o presidente John F. Kennedy.[24]
- Sam Anderson como Sr. Hancock, o diretor da escola primária de Forrest.
- Geoffrey Blake como Wesley, um membro do grupo pacifista antiguerra vietnamita e namorado abusivo de Jenny. Forrest o ataca quando Wesley desfere um tapa no rosto de Jenny.
- Siobhan Fallon Hogan como Dorothy Harris, a motorista do ônibus escolar que leva Forrest criança para a escola e, anos mais tarde, seu próprio filho.
- Sonny Shroyer como o treinador Paul "Bear" Bryant
- Grand L. Bush, Michael Jace, Conor Kennelly e Teddy Lane Jr. como os Panteras Negras amigos de Jenny.

## Produção

### Roteiro
"O escritor, Eric Roth, se afastou substancialmente do livro para escrever o roteiro. Invertemos os dois elementos do livro, tornando a história de amor primária e as fantásticas aventuras secundárias. Além disso, o livro era cínico e mais frio do que o filme. No filme, Gump é um personagem completamente decente, sempre fiel à sua palavra. Ele não tem agenda e nenhuma opinião sobre nada, exceto Jenny, sua mãe e Deus."

-Robert Zemeckis, diretor do filme.
O filme é baseado no romance de 1986 de Winston Groom. Ambos se centram no personagem de Forrest Gump. No entanto, o filme se concentra principalmente nos primeiros onze capítulos do romance, antes de pular para o final do romance com a fundação da Bubba Gump Shrimp Co. e o encontro com Forrest Jr. Além de pular algumas partes do livro, o filme adiciona vários aspectos à vida de Gump que não ocorrem no romance, como a necessidade de aparelho ortodôntico na perna quando criança e sua corrida pelos Estados Unidos.
O personagem central e a personalidade de Gump também mudaram do romance; a adaptação cinematográfica de Forrest retrata o personagem com menos savantismo, enquanto que no livro original Forrest fracassou em artes e educação física na faculdade, apesar de ir bem jogando futebol americano. No livro, Forrest recebe uma pontuação perfeita em uma aula de física avançada em que foi matriculado por seu treinador para satisfazer os requisitos de sua faculdade. O conto original também apresenta Gump como astronauta, lutador profissional e um exímio jogador de xadrez.
Dois diretores tiveram a oportunidade de dirigir o filme antes de Robert Zemeckis ser escolhido. Terry Gilliam recusou a oferta. Barry Sonnenfeld chegou a cogitar a aceitar a direção de Forrest Gump, mas deixou o projeto para liderar A Família Addams 2.

### Filmagens

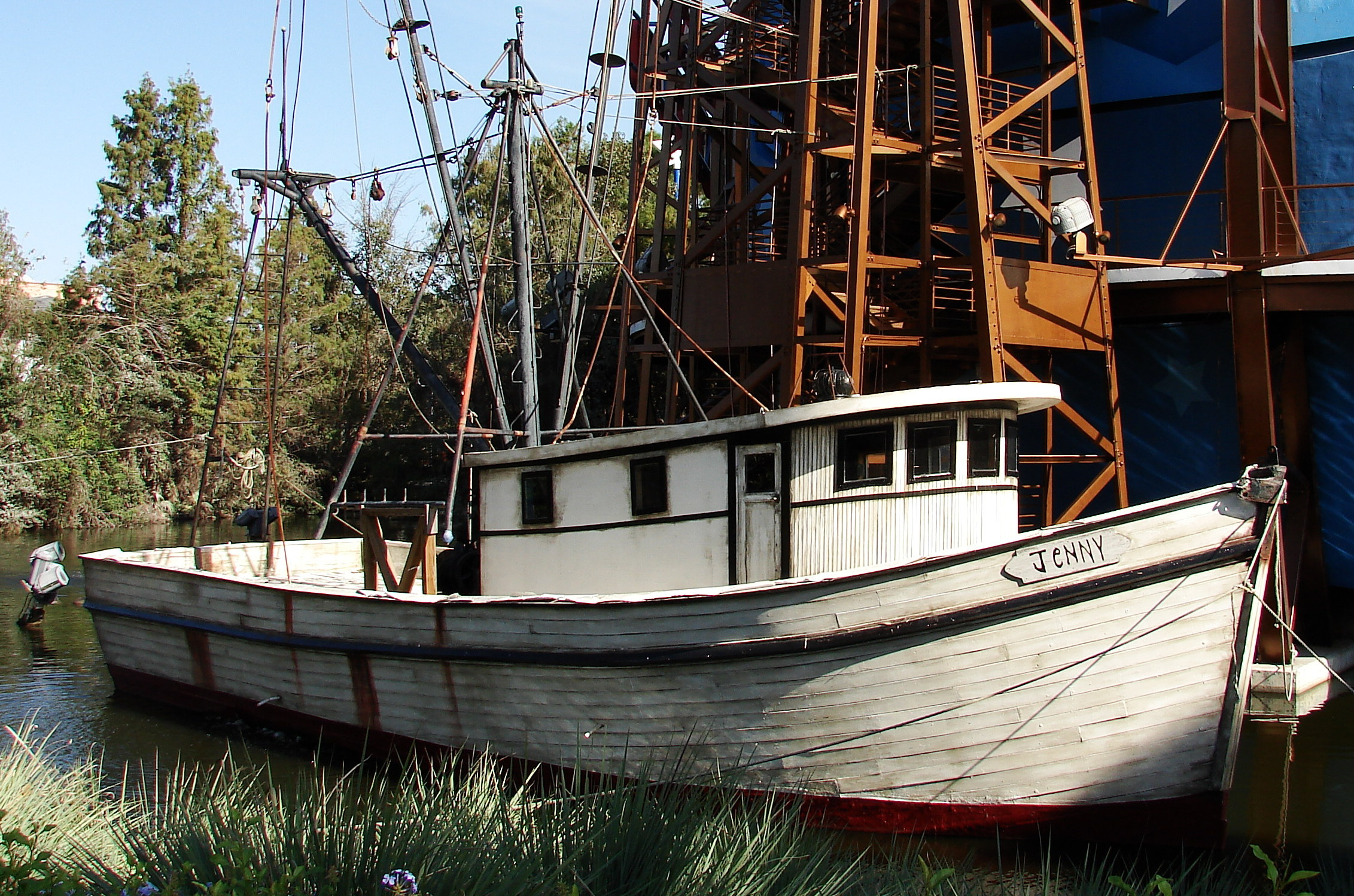
O barco de camarão de Forest usado no filme, batizado como "Jenny".

As filmagens começaram em agosto de 1993 e terminaram em dezembro do mesmo ano. Embora a maior parte do filme seja ambientado no Alabama, as filmagens ocorreram principalmente em Beaufort, Carolina do Sul, bem como partes da costa da Virgínia e Carolina do Norte, incluindo uma tomada em execução na rodovia Blue Ridge Parkway. Partes do centro da cidade fictícia de Greenbow foram filmadas em Varnville, na Carolina do Sul. A cena de Forrest correndo sob o ataque aéreo vietnamita foi filmada na Ilha Fripp, também na Carolina do Sul. As filmagens adicionais aconteceram na Casa Biltmore em Asheville, e ao longo da Blue Ridge Parkway perto de Boone. O lugar mais notável das filmagens foi a Grandfather Mountain, onde uma parte da estrada que corta o local posteriormente ficou conhecida como "Forrest Gump Curve".

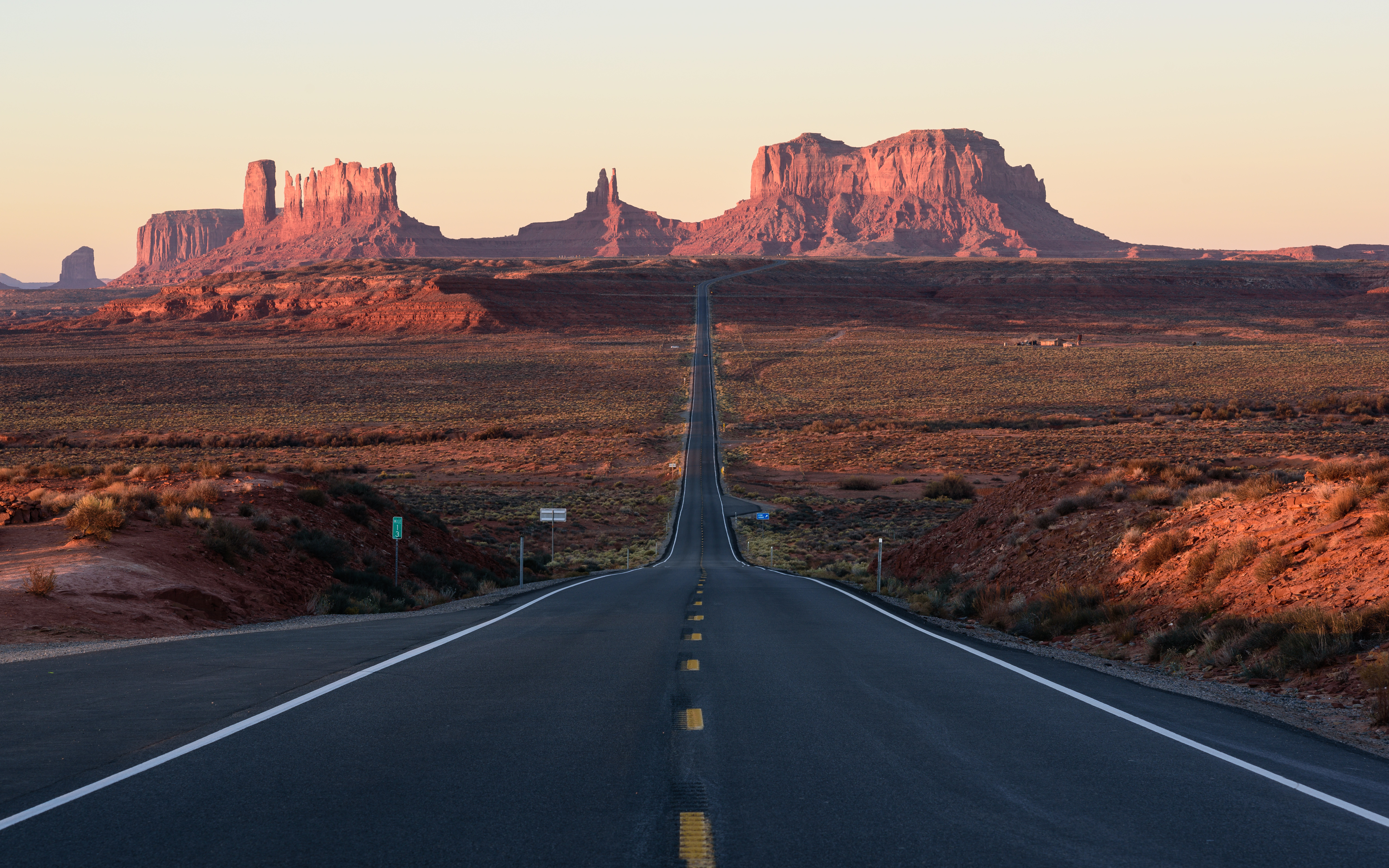
Trecho da estrada em Monument Valley, onde Forrest termina sua corrida.

A casa da família Gump foi construída ao longo do Rio Combahee perto de Yemassee, Carolina do Sul, e as terras próximas foram usadas para filmar a casa de Jenny, bem como algumas das cenas do Vietnã. As cenas de Forrest Gump contando sua história de vida no ponto de ônibus foram rodadas na Chippewa Square, uma praça localizada no extremo norte de Savannah, Geórgia, onde foi utilizado um ponto de ônibus real. A maioria das cenas do campus da faculdade foi filmada em Los Angeles, na Universidade do Sul da Califórnia. O farol que Forrest atravessa para alcançar o Oceano Atlântico pela primeira vez é o Farol de Marshall Point em Port Clyde, no estado de Maine. Mais cenas adicionais foram filmadas no Arizona, no Monument Valley, em Utah, e no Parque Nacional Glacier, em Montana.

### Efeitos visuais

Cena em que Gump conhece John F. Kennedy, na Casa Branca. Uma variedade de efeitos visuais foi usada para incorporar Tom Hanks em arquivos de imagem com várias figuras e eventos históricos.

Ken Ralston e sua equipe da Industrial Light & Magic foram os responsáveis pelos efeitos visuais do filme. Usando técnicas de CGI, foi possível retratar Gump conhecendo personagens falecidos e apertando suas mãos. Hanks foi, primeiramente, filmado contra um fundo azul junto com marcadores de referência para que ele pudesse se alinhar com as filmagens de arquivo. Para gravar as vozes das figuras históricas, dubladores foram empregados e efeitos especiais foram utilizados para alterar as falas originais dos arquivos para a introdução dos novos diálogos; também foi utilizadas técnicas digitais de sincronia labial para fazer com que as falas parecessem mais reais. Imagens de arquivo foram usadas e com a ajuda de técnicas como chroma key, distorção de imagem e rotoscopia, Hanks foi integrado a elas.
Em uma cena da Guerra do Vietnã, Gump carrega Bubba para longe de um ataque de napalm. Para criar o efeito, atores dublês foram inicialmente usados para fins de composição. Em seguida, Hanks e Williamson foram filmados, com Williamson apoiado por um fio de cabo enquanto Hanks corria com ele. A explosão foi então filmada e os atores foram adicionados digitalmente para aparecer bem na frente das explosões. Os caças a jato e as latas de napalm também foram adicionados via CGI.
A remoção em CGI das pernas do ator Gary Sinise, depois que seu personagem as perdeu na guerra, foi conseguida envolvendo suas pernas com um tecido azul, o que mais tarde facilitou o trabalho da equipe de pós-produção que apenas "apagou" os restos das pernas que apareciam nas cenas digitalmente.
A cena em que Forrest vê Jenny em um comício pela paz no Lincoln Memorial e no Reflecting Pool em Washington, DC, exigiu efeitos visuais para criar a grande multidão de pessoas. Ao longo de dois dias de filmagem, aproximadamente mil e quinhentos figurantes foram empregados; em cada tomada sucessiva, os figurantes foram reorganizados e movidos para um quadrante diferente longe da câmera. Com a ajuda de computadores, os figurantes foram multiplicados para criar uma multidão de várias centenas de milhares de pessoas.

## Recepção

### Resposta da crítica
O filme recebeu críticas geralmente positivas. A revisão do agregador Rotten Tomatoes relata que 71% dos críticos deram ao filme uma crítica positiva, com uma classificação média de 7,51/10 com base em um 103 comentários; o consenso crítico do site afirma: "Forrest Gump pode ser um filme excessivamente sentimental com uma mensagem um tanto problemática, mas sua doçura e charme geralmente são suficientes para aproximar a verdadeira profundidade e graça". No site Metacritic, o filme recebeu a classificação de 82/100 com base em vinte avaliações, indicando "aclamação universal". O público entrevistado pelo CinemaScore deu ao filme uma rara nota "A+".
A história foi elogiada por vários críticos. Roger Ebert, do jornal Chicago Sun-Times, escreveu: "Nunca conheci ninguém como Forrest Gump em um filme antes e, por falar nisso, nunca vi um filme como Forrest Gump. Qualquer tentativa de descrevê-lo corre o risco de fazer o filme parecer mais convencional do que é, mas deixe-me tentar. É uma comédia, eu acho. Ou talvez um drama. Ou um sonho. O roteiro de Eric Roth tem a complexidade da ficção moderna... A performance é um ato de equilíbrio de tirar o fôlego entre a comédia e a tristeza, em uma história rica em grandes risadas e verdades tranquilas... Que filme mágico!". Todd McCarthy da resvista Variety escreveu que o filme "foi muito bem elaborado em todos os níveis e administra a difícil façanha de ser um conto íntimo, até mesmo delicado, interpretado com um toque atraente e leve contra um cenário épico". O filme recebeu panoramas notáveis de vários críticos importantes. Anthony Lane, do The New Yorker, chamou o filme de "caloroso, sábio e cansativo como o diabo". Owen Gleiberman da Entertainment Weekly disse que o filme era "superficial e monótono" e "reduz o tumulto das últimas décadas a um parque temático de realidade virtual: uma versão baby-boomer estadunidense da Disney".
Gump obteve comparações com o personagem fictício Huckleberry Finn, bem como com os políticos americanos Ronald Reagan, Pat Buchanan e Bill Clinton. Peter Chomo escreve que Gump atua como um "mediador social e como um agente de redenção em tempos divididos". Peter Travers da revista Rolling Stone chamou Gump de "tudo o que admiramos no caráter americano: honesto, corajoso e leal com um coração de ouro". A revisora crítica do jornal The New York Times Janet Maslin chamou Gump de "homem vazio" que é "autocongratulatório em sua abençoada ignorância, calorosamente abraçado como a personificação de absolutamente nada". Marc Vincenti do Palo Alto Weekly chamou o personagem de "um patife lamentável levando a torta da vida na cara, lambendo os dedos pensativamente". O livro de Bruce Kawin e Gerald Mast sobre a história do cinema observa que a obscuridade de Forrest Gump foi uma metáfora para a nostalgia glamorizada, pois ele representou um quadro em branco sobre o qual a geração baby boomer projetou suas memórias desses eventos.

### Desempenho comercial
Produzido com um orçamento de US$ 55 milhões, Forrest Gump estreou em 1595 cinemas em seu primeiro fim de semana de lançamento nacional, faturando 24 450 602 dólares na sua estreia. O consultor de negócios cinematográficos e roteirista Jeffrey Hilton sugeriu ao produtor Wendy Finerman dobrar o P&A (orçamento de marketing do filme) com base em sua exibição de uma impressão anterior do filme. O orçamento foi imediatamente aumentado, de acordo com seu conselho. O filme ficou em primeiro lugar nas bilheterias do fim de semana, batendo por pouco O Rei Leão, que estava em sua quarta semana de lançamento. Durante as primeiras dez semanas de seu lançamento, o filme manteve a posição de número um nas bilheterias nacionais. O filme permaneceu nos cinemas por quarenta e duas semanas, arrecadando US$ 329,7 milhões nos Estados Unidos e Canadá, tornando-se o quarto filme de maior bilheteria doméstica da história na época (atrás apenas de E.T.: O Extraterrestre, Star Wars: Episódio IV – Uma Nova Esperança e Jurassic Park). O Box Office Mojo estima que o filme vendeu mais de 78,5 milhões de ingressos nos Estados Unidos em sua exibição teatral inicial. É o filme de maior bilheteria de Robert Zemeckis até hoje.[carece de fontes?]
O filme levou 66 dias para ultrapassar a faixa de 50 milhões de dólares arrecadados, se tornando o filme da Paramount de arrecadação mais rápida, passando de US$ 100 milhões, US$ 200 milhões e US$ 300 milhões em receitas de bilheteria em tempo recorde (na época de seu lançamento). O filme teve receitas brutas de US$ 330.252.182 nos Estados Unidos e Canadá e US$ 347.693.217 nos mercados internacionais para um total de US$ 678.226.133 em todo o mundo. Mesmo com essa receita, o filme era conhecido como um "fracasso bem-sucedido" pois devido às altas taxas dos distribuidores e expositores, as "perdas" da Paramount atingiram US$ 62 milhões, deixando os executivos percebendo a necessidade de melhores negócios. Isso, no entanto, também foi associado à contabilidade de Hollywood, onde as despesas são infladas para minimizar a participação nos lucros.

### Controvérsia de pagamentos do autor
Winston Groom recebeu 350 000 dólares pelos direitos do roteiro de seu romance Forrest Gump e foi acordado que ele receberia 3% dos lucros líquidos do filme. No entanto, a Paramount e os produtores do filme não lhe pagaram a porcentagem, usando a contabilidade de Hollywood para postular que o filme, apesar de seu sucesso comercial, causou um "rombo" de produção. Tom Hanks, por outro lado, adquiriu os direitos uma participação percentual nas receitas brutas do filme em vez de um salário e ele e o diretor Zemeckis receberam US$ 40 milhões cada um. Além disso, Groom não foi mencionado nenhuma vez em nenhum dos seis discursos vencedores quando o filme recebeu suas estatuetas no Óscar.
Groom mais tarde alegou que teria se dado por satisfeito com a explicação do estúdio sobre a contabilidade de Hollywood e, que para sanar as dívidas, o escritor iria receber um novo acordo que garantiria um percentual de receita maior numa eventual sequência do filme, que seria baseada em Gump & Co., que seguiria a história do conto original. Este projeto, entretanto, nunca foi feito, permanecendo em estágio de inferno do desenvolvimento por pelo menos doze anos.

### Lançamento em vídeo
Forrest Gump foi lançado pela primeira vez em VHS em 27 de abril de 1995 e em Laserdisc no dia seguinte. O Laserdisc foi lançado sem capítulos, exigindo que o filme fosse assistido de uma vez do início ao fim. Revistas de cinema da época afirmaram que isso foi feito a pedido de Zemeckis, que queria que os espectadores desfrutassem do filme em sua totalidade. O filme foi lançado em um conjunto de DVD de dois discos em 28 de agosto de 2001; os recursos especiais desse lançamento incluíram comentários do diretor e do produtor, recursos de produção e testes de tela. Mais tarde, o filme foi lançado em Blu-ray em novembro de 2009; a Paramount depois ainda lançaria o filme no formato Ultra HD Blu-ray em junho de 2018. Em 7 de maio de 2019, a Paramount Pictures lançou um Blu-ray de dois discos recém-remasterizado contendo novos bônus em comemoração ao vigésimo quinto aniversário do filme.

### Prêmios, indicações e honrarias
Forrest Gump ganhou o prêmio de Melhor Filme, Melhor Ator (sendo que Hanks também havia vencido a estatueta no ano anterior por sua atuação em Filadélfia), Melhor Direção, Melhores Efeitos Visuais, Melhor Roteiro Adaptado e Melhor Edição durante a 67ª cerimônia do Óscar. O filme foi indicado a sete Globos de Ouro, ganhando três deles: Melhor Ator - Drama Cinematográfico, Melhor Direção e Melhor Filme - Drama. Forrest Gump também foi indicado a seis Prêmios Saturno e ganhou dois: de Melhor Filme de Fantasia e Melhor Ator Coadjuvante (Gary Sinise).
Além dos vários prêmios e indicações, Forrest Gump também foi incluído pelo American Film Institute em várias de suas listas: o filme ocupa o 37º lugar na lista de filmes mais inspiradores, 71º na primeira lista de melhores filmes estadunidenses de todos os tempos e 76º na segunda; além disso, a fala "Mamãe sempre me disse que a vida é como uma caixa de bombons: você nunca sabe o que vai encontrar", ficou em 40º lugar no ranking das cem maiores frases ditas em filmes. O filme também foi classificado na posição #61 da lista de maiores filmes de todos os tempos da revista Empire.
Em dezembro de 2011, Forrest Gump foi selecionado para preservação na Biblioteca do Congresso para integrar o National Film Registry. Os superiores do instituto alegaram que o filme foi "homenageado por suas inovações tecnológicas (como a inserção digital de Gump realizada perfeitamente em imagens de arquivo), sua ressonância dentro da cultura que elevou Gump (e o que ele representa em termos de inocência americana) o status de herói popular e sua tentativa de se envolver de maneira divertida e séria com os aspectos contenciosos da história traumática da época".
Entretanto, em 2015, o The Hollywood Reporter entrevistou centenas de membros da Academia, pedindo-lhes que votassem novamente em decisões polêmicas anteriores. Os membros da Academia indicaram que, se tivessem uma segunda chance, eles iriam dar o Oscar de Melhor Filme de 1994 para The Shawshank Redemption.
Atualmente Forrest Gump é reconhecido pelo American Film Institute como um dos maiores filmes de sempre, integrando as seguintes listas:
- 1998: Os cem melhores filmes estadunidenses - #71;
- 2000: As cem melhores comédias estadunidenses - #33;
- 2005: As cem melhores frases do cinema estadunidense - #40;
- 2005: Os cem filmes mais inspiradores - #37;
- 2007: Os cem melhores filmes estadunidenses (versão de 2007) - #78;

| Prêmio/evento      | Categoria                | Recipiente                                                   | Resultado                   |
| ------------------ | ------------------------ | ------------------------------------------------------------ | --------------------------- |
| Oscar 1995         | Melhor filme             | Melhor filme                                                 | Venceu                      |
| Oscar 1995         | Melhor direção           | Robert Zemeckis                                              | Venceu                      |
| Oscar 1995         | Melhor ator              | Tom Hanks                                                    | Venceu                      |
| Oscar 1995         | Melhor roteiro adaptado  | Eric Roth                                                    | Venceu                      |
| Oscar 1995         | Melhor edição            | Arthur Schmidt                                               | Venceu                      |
| Oscar 1995         | Melhores efeitos visuais | Ken Ralston, George Murphy, Allen Hall e Stephen Rosenbaum   | Venceu                      |
| Oscar 1995         | Melhor ator coadjuvante  | Gary Sinise                                                  | Indicado                    |
| Oscar 1995         | Melhor trilha sonora     | Alan Silvestri                                               | Indicado                    |
| Oscar 1995         | Melhores edição de som   | Gloria S. Borders e Randy Thom                               | Indicado                    |
| Oscar 1995         | Melhor som               | Randy Thom, Tom Johnson, Dennis S. Sands e William B. Kaplan | Indicado                    |
| Oscar 1995         | Melhor direção de arte   | Rick Carter e Nancy Haigh                                    | Indicado                    |
| Oscar 1995         | Melhor fotografia        | Don Burgess                                                  | Indicado                    |
| Oscar 1995         | Melhor maquiagem         | Daniel C. Striepeke e Hallie D'Amore                         | Indicado                    |
| Globo de Ouro 1995 | Melhor filme - drama     | Melhor filme - drama                                         | Venceu                      |
| Globo de Ouro 1995 | Melhor direção           | Robert Zemeckis                                              | Venceu                      |
| Globo de Ouro 1995 | Melhor ator - drama      | Tom Hanks                                                    | Venceu                      |
| Globo de Ouro 1995 | Melhor trilha sonora     | Alan Silvestri                                               | Indicado                    |
| Globo de Ouro 1995 | Melhor ator coadjuvante  | Gary Sinise                                                  | Indicado                    |
| Globo de Ouro 1995 | Melhor atriz coadjuvante | Robin Wright                                                 | Indicado                    |
| Globo de Ouro 1995 | Melhor roteiro           | Eric Roth                                                    | Indicado                    |
| BAFTA 1995         | Melhores efeitos visuais | Ken Ralston, George Murphy, Stephen Rosenbaum e Allen Hall   | Venceu[carece de fontes?]   |
| BAFTA 1995         | Melhor ator              | Tom Hanks                                                    | Indicado[carece de fontes?] |
| BAFTA 1995         | Melhor atriz coadjuvante | Sally Fields                                                 | Indicado[carece de fontes?] |
| BAFTA 1995         | Melhor montagem          | Arthur Schmidt                                               | Indicado[carece de fontes?] |
| BAFTA 1995         | Melhor filme             | Melhor filme                                                 | Indicado[carece de fontes?] |
| BAFTA 1995         | Melhor roteiro adaptado  | Eric Roth                                                    | Indicado[carece de fontes?] |
| BAFTA 1995         | Melhor fotografia        | Don Burgess                                                  | Indicado[carece de fontes?] |

## Simbolismo

### A pena voando
"Não quero soar como uma versão ruim de 'a criança interior'. Mas a inocência infantil de Forrest Gump é o que todos nós já tivemos. É uma jornada emocional. Você ri e chora. Faz o que os filmes deveriam fazer: fazer você se sentir vivo."

—Wendy Finerman, produtor do filme.
Várias interpretações foram sugeridas para a pena presente na abertura e na conclusão do filme. Sarah Lyall, do The New York Times, observou várias sugestões feitas sobre a pena: "A pena branca simboliza a insuportável leveza do ser? O intelecto prejudicado de Forrest Gump? A aleatoriedade da experiência?". Tom Hanks interpretou a pena como: "Nosso destino só é definido por como lidamos com os elementos do acaso em nossa vida e isso é uma espécie de encarnação da pena conforme ela surge. Aqui está essa coisa que pode pousar em qualquer lugar e que cai a seus pés. Tem implicações teológicas realmente enormes". Sally Field comparou a pena ao destino, dizendo: "Ela sopra com o vento e apenas toca aqui ou ali. Foi planejado ou foi apenas por acaso?". O supervisor de efeitos visuais Ken Ralston comparou a pena a uma pintura abstrata: "Ela pode significar muitas coisas para tantas pessoas diferentes".
Na cena de abertura do episódio "Gump Roast" da série Os Simpsons, Homer Simpson é mostrado em um banco de parque, como Forrest Gump; Homer é picado em ambos os olhos pela ponta aguda da pena que cai suavemente.

### Interpretações políticas
Hanks afirma que "o filme não é político e, portanto, não faz julgamentos". No entanto, o programa da CNN Crossfire debateu em 1994 se o filme promovia valores conservadores ou era uma apoio ao movimento de contracultura dos anos 1960. Thomas Byers chamou-o de "um filme agressivamente conservador" em um artigo da Modern Fiction Studies.

"Em todo mapa político, as pessoas se identificam na posição de Forrest. Mas, Forrest Gump não é sobre política ou valores conservadores. É sobre humanidade, é sobre respeito, tolerância e amor incondicional."

—Steve Tisch, produtor do filme.
Foi notado que enquanto Gump segue um estilo de vida muito conservador, a vida de Jenny é cheia de laços contraculturais, com uso de drogas, promiscuidade e comícios antiguerra, e que seu eventual casamento pode ser uma espécie de reconciliação. Jennifer Hyland Wang argumenta em um artigo do Cinema Journal que a morte de Jenny por um vírus sem nome "simboliza a morte da América liberal e a morte dos protestos que definiram uma década" na década de 1960; ela também observa que o roteirista do filme Eric Roth desenvolveu o roteiro do romance e transferiu para Jenny "todas as falhas de Gump e a maioria dos excessos cometidos pelos americanos nas décadas de 1960 e 1970".
Outros comentaristas acreditam que o filme previu a Revolução Republicana de 1994 e usou a imagem de Forrest Gump para promover os valores tradicionais e conservadores do líder do movimento Newt Gingrich. Jennifer Hyland Wang observa que o filme idealiza os anos 1950, como fica evidente pela falta de sinais "apenas para brancos" na infância sulista de Gump, e vê os anos 1960 como um período de conflito e confusão social. Ela argumenta que esse forte contraste entre as décadas critica os valores da contracultura e reafirma o conservadorismo. Wang argumenta que o filme foi usado por políticos republicanos para ilustrar uma "versão tradicional da história recente" para direcionar os eleitores para sua ideologia para as eleições do Congresso. O candidato presidencial Bob Dole afirmou que a mensagem do filme era: "não importa quão grande seja a adversidade, o sonho americano está ao alcance de todos".
Em 1995, a revista National Review incluiu Forrest Gump em sua lista dos "100 melhores filmes conservadores" de todos os tempos, e classificou-o em quarto lugar em sua lista de 25 melhores filmes conservadores dos últimos 25 anos. "Tom Hanks interpreta o personagem-título, um burro amável que é muito inteligente para abraçar os valores letais dos anos 1960. O amor de sua vida, maravilhosamente interpretado por Robin Wright Penn, escolhe um caminho diferente; ela se torna uma drogada hippie, obtendo resultados desastrosos".
O professor James Burton, da Salisbury University, argumenta que os conservadores alegaram que Forrest Gump teve seu sucesso menos devido ao conteúdo do filme e mais ao contexto histórico e cultural de 1994; Burton afirma que o conteúdo do filme e a campanha publicitária foram afetados pelo clima cultural dos anos 1990, que enfatizaram os valores da família e os valores americanos, sintetizados no livro Hollywood vs. América. Ele afirma que esse clima influenciou o caráter apolítico do filme, o que permitiu diversas interpretações políticas.
Alguns comentaristas veem as leituras conservadoras de Forrest Gump como uma indicação da morte da ironia na cultura americana. Vivian Sobchack observa que o humor e a ironia do filme dependem do pressuposto do conhecimento histórico do público.

## Trilha sonora
A trilha sonora de Forrest Gump tem uma variedade de músicas dos anos 50, 60, 70 e do começo dos 80 executadas por artistas americanos. Vendeu doze milhões de cópias e se tornou um dos álbuns mais vendidos nos Estados Unidos. Além disso, um álbum apresentando somente a música original por Alan Silvestri também foi lançado.

## Possibilidade de sequência
O roteiro da sequência foi escrito por Eric Roth em 2001. É baseado na sequência do romance original, Gump and Co., escrita por Winston Groom em 1995. O roteiro de Roth começaria com Forrest sentado em um banco esperando seu filho voltar da escola. Contudo, após os ataques de 11 de setembro, Roth, Zemeckis e Hanks decidiram que a história não seria mais "relevante". Em março de 2007, no entanto, foi relatado que os produtores da Paramount deram uma outra olhada no esboço do roteiro.
Na primeira página do livro sequencial, Forrest Gump diz aos leitores: "Nunca deixe ninguém fazer um filme sobre a história de sua vida" e "Se eles entendem certo ou errado, não importa". O primeiro capítulo do livro sugere que os eventos da vida real em torno do filme foram incorporados ao enredo de Forrest e que Forrest recebeu muita atenção da mídia como resultado do filme. Durante o curso do romance sequencial, Gump encontra Tom Hanks e no final do livro, durante o lançamento do filme, é retratado que Gump vai ao programa Late Show with David Letterman e comparece à cerimônia do Oscar.[carece de fontes?]

## Refilmagem
Em março de 2019, o ator e cineasta de Bollywood, Aamir Khan, anunciou que vai produzir e estrelar um filme intitulado Laal Singh Chaddha, uma refilmagem indiana de Forrest Gump, com Advait Chandan como diretor. Laal Singh Chaddha será produzido pelo maior estúdio da Viacom, a Viacom18 Motion Pictures em parceria com a Aamir Khan Productions. O filme será inspirado na história da Índia, com as filmagens começando após a pandemia de COVID-19; a data de lançamento ainda não foi divulgada. O filme também estrelará a atriz Kareena Kapoor.